# 乃木坂46 10th YEAR BIRTHDAY LIVE
《乃木坂46 10th YEAR BIRTHDAY LIVE》是日本女子偶像組合乃木坂46在2022年5月14日和5月15日於神奈川縣橫濱市港北區的日產體育場舉行的公演，於2023年2月22日以DVD和Blu-ray的形式發售，為乃木坂46的第13部現場影像作品。

## 背景與發行
2021年11月20日，乃木坂46在東京巨蛋舉行的盛夏的全國巡演2021中宣佈於日產體育場舉行公演，這是乃木坂46首次在此場地演出。2022年4月5日，乃木坂46宣佈在5月10日為了紀念公演舉行而推出紀念書，這是乃木坂46第三次為了紀念公演舉行而推出紀念書。5月10日，成員與田祐希由於確診2019冠狀病毒病而缺席第一天的公演。5月12日，公開以公演為題材的圖片。
5月14日公演首日，前成員生駒里奈和伊藤萬理華分別時隔4年和4年半再次出演，翌日也有前成員西野七瀨、白石麻衣、生田繪梨花、松村沙友理和高山一實參與。公演開首原本一般由成員負責的說明旁白在此公演改由乃木坂46合同會社代表今野義雄負責，在公演的安可時段則宣佈從7月舉行共15場的全國巡演。此外，此公演也是5期生成員首次參與的公演。
2023年1月13日，乃木坂46宣佈在2月22日推出公演的DVD和Blu-ray，各自分為完全生產限定豪華盤、DAY1以及DAY2的通常盤，總共6種版本。1月19日，公開各版本的封面。2月22日，乃木坂46與東京地下鐵合作推出以此公演為題材的東京地下鐵24小時票。

## 榜單成績
在Oricon公信榜，公演Blu-ray以40,208張的銷量取得週榜第1名，DVD和Blu-ray週榜也同樣取得首位，以11部作品刷新由自身保持的「取得音樂DVD和Blu-ray週榜首位最多的女藝人」的紀錄。公演DVD則以10,406張的銷量取得週榜第2名。

## 外部連結
- . 乃木坂46.   [2023-11-28]. （原始内容存档于2023-06-19） （日语）.
- . 乃木坂46.   [2023-11-28]. （原始内容存档于2023-02-23） （日语）.
- . 乃木坂46.   [2023-11-28]. （原始内容存档于2023-02-23） （日语）.
- YouTube上的（日語）